# Пластова рівнина
Пластова рівнина (рос. пластовая равнина, англ. plain built of horizontal strata; нім. Schichtebene f) – рівнина, приурочена до плити платформи; складена напластуваннями платформного чохла, які залягають майже горизонтально або з незначним нахилом. В межах П.р. виділяють окремі кумулятивні низини і пластово-денудаційні височини. 
Наприклад, в межах Руської рівнини до пластових височин належать Середньоруська, Приволжська та інші, а до низовин – Поліська, Мещерська, Оксько-Донська. 